# Promethearchaeota
Promethearchaeota, Asgardarchaeota, también llamadas arqueas Asgard es un filo de arqueas recientemente definido. En 2024, el nombre del filo fue cambiado a Promethearchaeota, sin embargo es posible encontrar el nombre anterior en la literatura.
En la taxonomía procariota comprenden su propio reino Promethearchaeati.
Se identificó inicialmente mediante análisis genético y posteriormente pudo ser cultivado. Este grupo ha despertado gran interés debido a que el análisis filogenético ha revelado que está íntimamente relacionado con el origen de los seres eucariotas, es decir, una arquea del filo Promethearchaeota sería el ancestro procariota directo de la primera célula eucariota. Inicialmente el grupo se denominó Asgard, el cual se ha redefinido en varias clases.

## Características
De acuerdo a los estudios metagenómicos, estas arqueas pueden ser autótrofas anaerobias, dependientes del hidrógeno, organotrofas dependientes de hidrocarburos de cadena corta, fototrofas a base de rodopsina y son sintroficas.
Se distribuyen ampliamente por todo el mundo, tanto geográficamente como por hábitat. Muchos de las clases conocidas se limitan a sedimentos, mientras que Lokiarchaeia, Thorarchaeia ocupan muchos hábitats diferentes. La salinidad y la profundidad son factores ecológicos importantes para la mayoría de las arqueas Asgard. Otros hábitats incluyen los cuerpos de animales, la rizosfera de las plantas, sedimentos y suelos no salinos, la superficie del mar y el agua dulce. Además, las arqueas Asgard se asocian con otros procariotas en simbiosis.

## Relación con los eucariotas

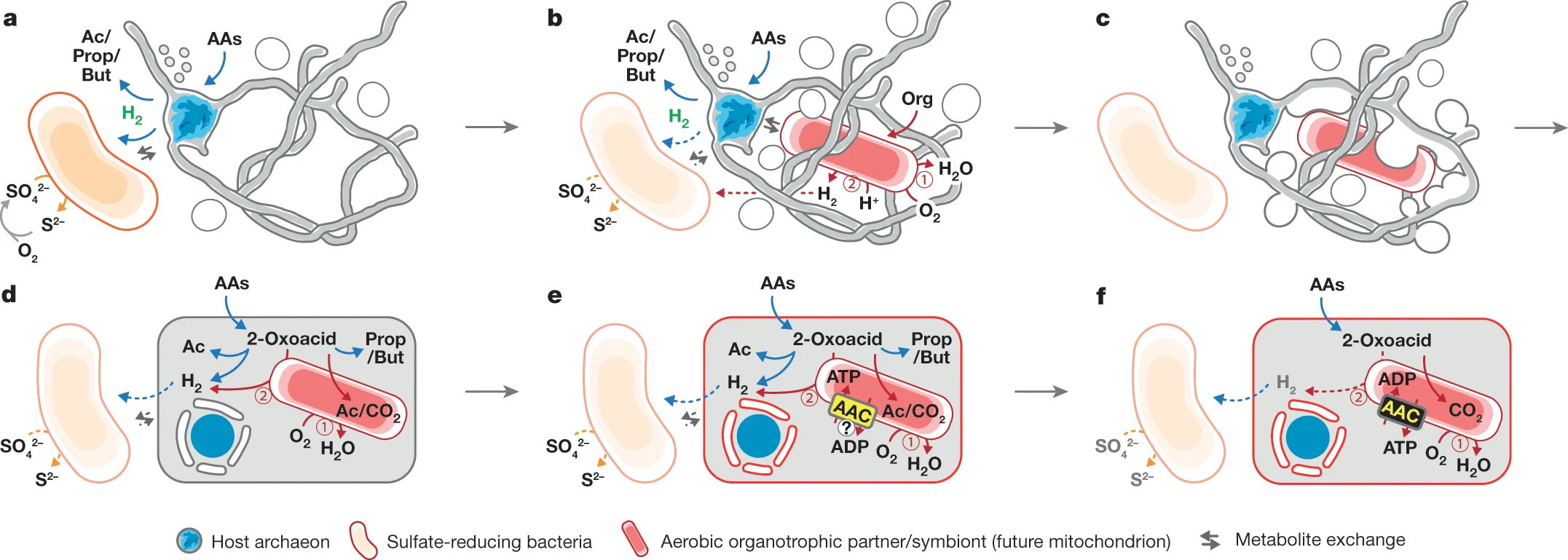
Escenario endosimbiotico propuesto para el origen de los eucariotas.

El análisis genómico ha revelado que hay varios componentes homólogos con los eucariotas relacionados encontrando genomas que contienen al menos 80 genes para proteínas características de los eucariotas. Además de las proteínas actina, tubulina, ubicuitina y ESCRT encontradas también en las arqueas del grupo hermano Thermoproteota, las arqueas Asgard contienen genes funcionales para varias otras proteínas eucariotas como profilinas, sistema de ubicuitina (proteínas tipo E1, tipo E2 y dedo RING pequeño (srfp)), sistema de transporte de membrana (como los dominios Sec23/24 y TRAPP), una variedad de GTPasas pequeñas (incluyendo ortólogos de GTPasas de la familia Gtr/Rag), gelsolinas, la expansión ES39 de tres vías del ARNr LSU y homólogos de la vía de N-glicosilación.
Se ha descubierto a partir de los análisis filogenéticos que los eucariotas descienden de una arquea Asgard emparentada con la clase Heimdallarchaeia mediante la endosimbiosis con una alfaproteobacteria que se convirtió en las mitocondrias, esto se evidencia en el hecho de que las arqueas Asgard son sintroficas. El descubrimiento de la actina y las proteínas relacionadas con la actina (Arp) 2 y 3, quizás explique el origen de los eucariotas por fagocitosis simbiótica, en la que la arquea Asgard tenía un mecanismo basado en actina por el cual envolvía otras células, como las alfaproteobacterias que se convirtieron en las mitocondrias.

## Descubrimiento

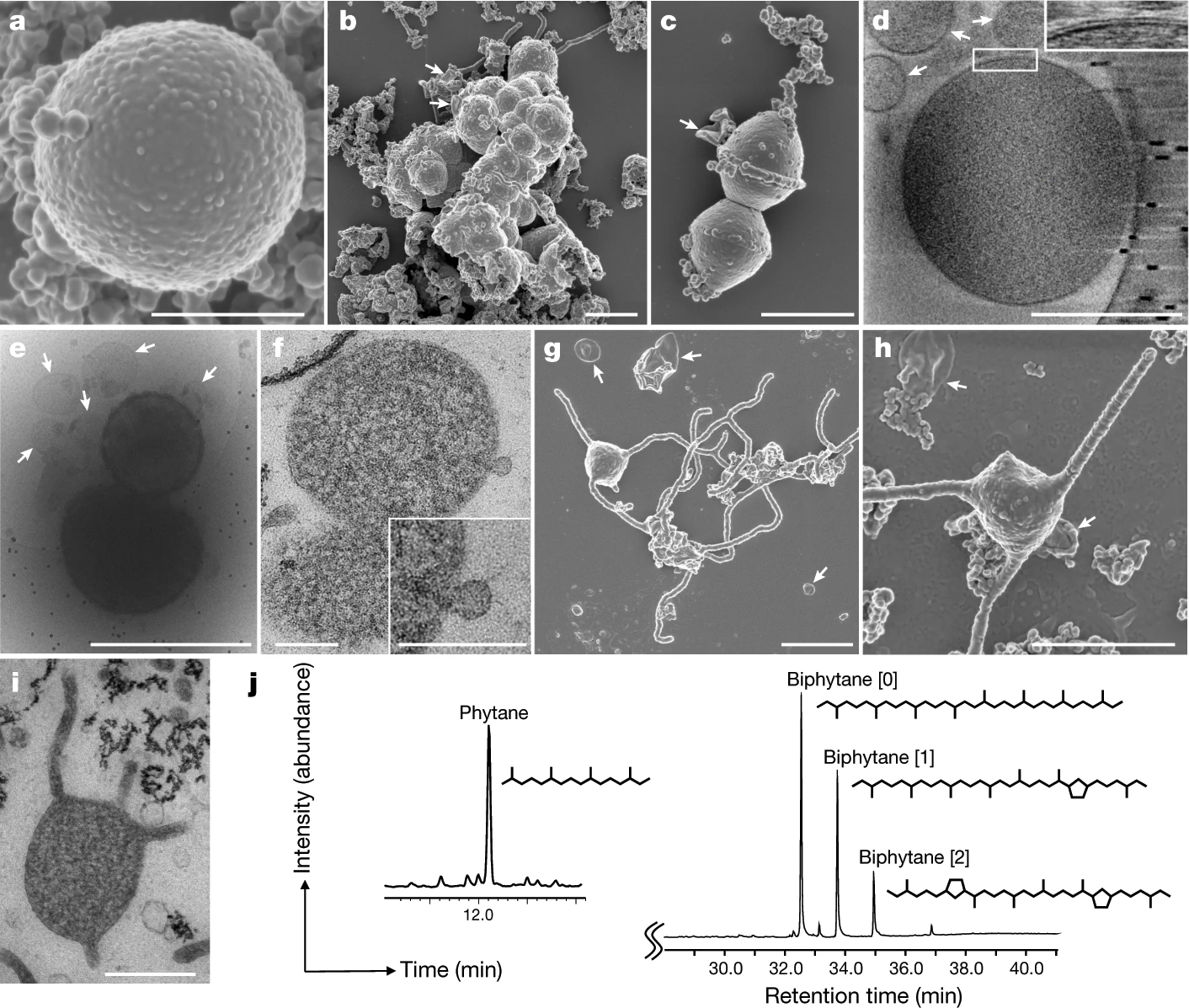
Caracterización microscópica y composición lípidica de las arqueas Asgard.

El nombre "Asgard", alude al recinto de los dioses de acuerdo con la mitología nórdica, debido a que el primer género identificado fue Lokiarchaeum, tras realizar un análisis metagenómico (destructivo) de una muestra de sedimentos centro-oceánicos que se obtuvo a 15 km de una fuente hidrotermal conocida como el Castillo de Loki, sobre la Dorsal de Gakkel en el océano Ártico (mar de Groenlandia), en el sedimento del fondo marino a 2.352 metros de profundidad, 0,3 °C y sin señales de vida eucariota.
La primera especie cultivada, Candidatus Prometheoarchaeum syntrophicum MK-D1 es una pequeña célula en forma de coco de alrededor de 550 nm de diámetro con largos tentáculos a menudo ramificados. Es un Organismo anaerobio de crecimiento extremadamente lento, sin orgánulos visibles que degrada los aminoácidos mediante sintrofía con una deltaproteobacteria. Se extrajo del sedimento marino en la fosa de Nankai (Japón) a 2500 metros de profundidad y a una temperatura de dos grados. Más adelante el filo fue nombrado Promethearchaeota en base a esta arquea descubierta.

## Filogenia
Se ha propuesto que el clado que agrupa a las arqueas Asgard más cercanas a los eucariontes puede denominarse "Eukaryomorpha". Asgard o Promethearchaeota es un taxón que puede considerarse parafilético debido a que está relacionado con el origen de los eucariotas del siguiente modo:
|  | Borrarchaeales |
|  |                |
|  | Sifarchaeales  |
|  |                |

|  | Jordarchaeia |
|  |              |
|  | Odinarchaeia |
|  |              |

|  | Baldrarchaeia |
|  |               |
|  | Thorarchaeia  |
|  |               |

|              | Promethearchaeia                                                 |
|              |                                                                  |
| Lokiarchaeia | \| \| Helarchaeales \| \| \| \| \| \| Lokiarchaeales \| \| \| \| |
|              | \| \| Helarchaeales \| \| \| \| \| \| Lokiarchaeales \| \| \| \| |
|              | Helarchaeales                                                    |
|              |                                                                  |
|              | Lokiarchaeales                                                   |
|              |                                                                  |

|  | Helarchaeales  |
|  |                |
|  | Lokiarchaeales |
|  |                |

|              | Promethearchaeia                                                 |
|              |                                                                  |
| Lokiarchaeia | \| \| Helarchaeales \| \| \| \| \| \| Lokiarchaeales \| \| \| \| |
|              | \| \| Helarchaeales \| \| \| \| \| \| Lokiarchaeales \| \| \| \| |
|              | Helarchaeales                                                    |
|              |                                                                  |
|              | Lokiarchaeales                                                   |
|              |                                                                  |

|  | Helarchaeales  |
|  |                |
|  | Lokiarchaeales |
|  |                |

|  | Baldrarchaeia |
|  |               |
|  | Thorarchaeia  |
|  |               |

|              | Promethearchaeia                                                 |
|              |                                                                  |
| Lokiarchaeia | \| \| Helarchaeales \| \| \| \| \| \| Lokiarchaeales \| \| \| \| |
|              | \| \| Helarchaeales \| \| \| \| \| \| Lokiarchaeales \| \| \| \| |
|              | Helarchaeales                                                    |
|              |                                                                  |
|              | Lokiarchaeales                                                   |
|              |                                                                  |

|  | Helarchaeales  |
|  |                |
|  | Lokiarchaeales |
|  |                |

|              | Promethearchaeia                                                 |
|              |                                                                  |
| Lokiarchaeia | \| \| Helarchaeales \| \| \| \| \| \| Lokiarchaeales \| \| \| \| |
|              | \| \| Helarchaeales \| \| \| \| \| \| Lokiarchaeales \| \| \| \| |
|              | Helarchaeales                                                    |
|              |                                                                  |
|              | Lokiarchaeales                                                   |
|              |                                                                  |

|  | Helarchaeales  |
|  |                |
|  | Lokiarchaeales |
|  |                |

|  | Jordarchaeia |
|  |              |
|  | Odinarchaeia |
|  |              |

|  | Baldrarchaeia |
|  |               |
|  | Thorarchaeia  |
|  |               |

|              | Promethearchaeia                                                 |
|              |                                                                  |
| Lokiarchaeia | \| \| Helarchaeales \| \| \| \| \| \| Lokiarchaeales \| \| \| \| |
|              | \| \| Helarchaeales \| \| \| \| \| \| Lokiarchaeales \| \| \| \| |
|              | Helarchaeales                                                    |
|              |                                                                  |
|              | Lokiarchaeales                                                   |
|              |                                                                  |

|  | Helarchaeales  |
|  |                |
|  | Lokiarchaeales |
|  |                |

|              | Promethearchaeia                                                 |
|              |                                                                  |
| Lokiarchaeia | \| \| Helarchaeales \| \| \| \| \| \| Lokiarchaeales \| \| \| \| |
|              | \| \| Helarchaeales \| \| \| \| \| \| Lokiarchaeales \| \| \| \| |
|              | Helarchaeales                                                    |
|              |                                                                  |
|              | Lokiarchaeales                                                   |
|              |                                                                  |

|  | Helarchaeales  |
|  |                |
|  | Lokiarchaeales |
|  |                |

|  | Baldrarchaeia |
|  |               |
|  | Thorarchaeia  |
|  |               |

|              | Promethearchaeia                                                 |
|              |                                                                  |
| Lokiarchaeia | \| \| Helarchaeales \| \| \| \| \| \| Lokiarchaeales \| \| \| \| |
|              | \| \| Helarchaeales \| \| \| \| \| \| Lokiarchaeales \| \| \| \| |
|              | Helarchaeales                                                    |
|              |                                                                  |
|              | Lokiarchaeales                                                   |
|              |                                                                  |

|  | Helarchaeales  |
|  |                |
|  | Lokiarchaeales |
|  |                |

|              | Promethearchaeia                                                 |
|              |                                                                  |
| Lokiarchaeia | \| \| Helarchaeales \| \| \| \| \| \| Lokiarchaeales \| \| \| \| |
|              | \| \| Helarchaeales \| \| \| \| \| \| Lokiarchaeales \| \| \| \| |
|              | Helarchaeales                                                    |
|              |                                                                  |
|              | Lokiarchaeales                                                   |
|              |                                                                  |

|  | Helarchaeales  |
|  |                |
|  | Lokiarchaeales |
|  |                |

|  | Borrarchaeales |
|  |                |
|  | Sifarchaeales  |
|  |                |

|  | Jordarchaeia |
|  |              |
|  | Odinarchaeia |
|  |              |

|  | Baldrarchaeia |
|  |               |
|  | Thorarchaeia  |
|  |               |

|              | Promethearchaeia                                                 |
|              |                                                                  |
| Lokiarchaeia | \| \| Helarchaeales \| \| \| \| \| \| Lokiarchaeales \| \| \| \| |
|              | \| \| Helarchaeales \| \| \| \| \| \| Lokiarchaeales \| \| \| \| |
|              | Helarchaeales                                                    |
|              |                                                                  |
|              | Lokiarchaeales                                                   |
|              |                                                                  |

|  | Helarchaeales  |
|  |                |
|  | Lokiarchaeales |
|  |                |

|              | Promethearchaeia                                                 |
|              |                                                                  |
| Lokiarchaeia | \| \| Helarchaeales \| \| \| \| \| \| Lokiarchaeales \| \| \| \| |
|              | \| \| Helarchaeales \| \| \| \| \| \| Lokiarchaeales \| \| \| \| |
|              | Helarchaeales                                                    |
|              |                                                                  |
|              | Lokiarchaeales                                                   |
|              |                                                                  |

|  | Helarchaeales  |
|  |                |
|  | Lokiarchaeales |
|  |                |

|  | Baldrarchaeia |
|  |               |
|  | Thorarchaeia  |
|  |               |

|              | Promethearchaeia                                                 |
|              |                                                                  |
| Lokiarchaeia | \| \| Helarchaeales \| \| \| \| \| \| Lokiarchaeales \| \| \| \| |
|              | \| \| Helarchaeales \| \| \| \| \| \| Lokiarchaeales \| \| \| \| |
|              | Helarchaeales                                                    |
|              |                                                                  |
|              | Lokiarchaeales                                                   |
|              |                                                                  |

|  | Helarchaeales  |
|  |                |
|  | Lokiarchaeales |
|  |                |

|              | Promethearchaeia                                                 |
|              |                                                                  |
| Lokiarchaeia | \| \| Helarchaeales \| \| \| \| \| \| Lokiarchaeales \| \| \| \| |
|              | \| \| Helarchaeales \| \| \| \| \| \| Lokiarchaeales \| \| \| \| |
|              | Helarchaeales                                                    |
|              |                                                                  |
|              | Lokiarchaeales                                                   |
|              |                                                                  |

|  | Helarchaeales  |
|  |                |
|  | Lokiarchaeales |
|  |                |

|  | Jordarchaeia |
|  |              |
|  | Odinarchaeia |
|  |              |

|  | Baldrarchaeia |
|  |               |
|  | Thorarchaeia  |
|  |               |

|              | Promethearchaeia                                                 |
|              |                                                                  |
| Lokiarchaeia | \| \| Helarchaeales \| \| \| \| \| \| Lokiarchaeales \| \| \| \| |
|              | \| \| Helarchaeales \| \| \| \| \| \| Lokiarchaeales \| \| \| \| |
|              | Helarchaeales                                                    |
|              |                                                                  |
|              | Lokiarchaeales                                                   |
|              |                                                                  |

|  | Helarchaeales  |
|  |                |
|  | Lokiarchaeales |
|  |                |

|              | Promethearchaeia                                                 |
|              |                                                                  |
| Lokiarchaeia | \| \| Helarchaeales \| \| \| \| \| \| Lokiarchaeales \| \| \| \| |
|              | \| \| Helarchaeales \| \| \| \| \| \| Lokiarchaeales \| \| \| \| |
|              | Helarchaeales                                                    |
|              |                                                                  |
|              | Lokiarchaeales                                                   |
|              |                                                                  |

|  | Helarchaeales  |
|  |                |
|  | Lokiarchaeales |
|  |                |

|  | Baldrarchaeia |
|  |               |
|  | Thorarchaeia  |
|  |               |

|              | Promethearchaeia                                                 |
|              |                                                                  |
| Lokiarchaeia | \| \| Helarchaeales \| \| \| \| \| \| Lokiarchaeales \| \| \| \| |
|              | \| \| Helarchaeales \| \| \| \| \| \| Lokiarchaeales \| \| \| \| |
|              | Helarchaeales                                                    |
|              |                                                                  |
|              | Lokiarchaeales                                                   |
|              |                                                                  |

|  | Helarchaeales  |
|  |                |
|  | Lokiarchaeales |
|  |                |

|              | Promethearchaeia                                                 |
|              |                                                                  |
| Lokiarchaeia | \| \| Helarchaeales \| \| \| \| \| \| Lokiarchaeales \| \| \| \| |
|              | \| \| Helarchaeales \| \| \| \| \| \| Lokiarchaeales \| \| \| \| |
|              | Helarchaeales                                                    |
|              |                                                                  |
|              | Lokiarchaeales                                                   |
|              |                                                                  |

|  | Helarchaeales  |
|  |                |
|  | Lokiarchaeales |
|  |                |

|  | Gerdarchaeales                                                        |
|  |                                                                       |
|  | \| \| Kariarchaeales \| \| \| \| \| \| Heimdallarchaeales \| \| \| \| |
|  |                                                                       |
|  | Kariarchaeales                                                        |
|  |                                                                       |
|  | Heimdallarchaeales                                                    |
|  |                                                                       |

|  | Kariarchaeales     |
|  |                    |
|  | Heimdallarchaeales |
|  |                    |

|  | Gerdarchaeales                                                        |
|  |                                                                       |
|  | \| \| Kariarchaeales \| \| \| \| \| \| Heimdallarchaeales \| \| \| \| |
|  |                                                                       |
|  | Kariarchaeales                                                        |
|  |                                                                       |
|  | Heimdallarchaeales                                                    |
|  |                                                                       |

|  | Kariarchaeales     |
|  |                    |
|  | Heimdallarchaeales |
|  |                    |

|  | Gerdarchaeales                                                        |
|  |                                                                       |
|  | \| \| Kariarchaeales \| \| \| \| \| \| Heimdallarchaeales \| \| \| \| |
|  |                                                                       |
|  | Kariarchaeales                                                        |
|  |                                                                       |
|  | Heimdallarchaeales                                                    |
|  |                                                                       |

|  | Kariarchaeales     |
|  |                    |
|  | Heimdallarchaeales |
|  |                    |

|  | Gerdarchaeales                                                        |
|  |                                                                       |
|  | \| \| Kariarchaeales \| \| \| \| \| \| Heimdallarchaeales \| \| \| \| |
|  |                                                                       |
|  | Kariarchaeales                                                        |
|  |                                                                       |
|  | Heimdallarchaeales                                                    |
|  |                                                                       |

|  | Kariarchaeales     |
|  |                    |
|  | Heimdallarchaeales |
|  |                    |

|  | Gerdarchaeales                                                        |
|  |                                                                       |
|  | \| \| Kariarchaeales \| \| \| \| \| \| Heimdallarchaeales \| \| \| \| |
|  |                                                                       |
|  | Kariarchaeales                                                        |
|  |                                                                       |
|  | Heimdallarchaeales                                                    |
|  |                                                                       |

|  | Kariarchaeales     |
|  |                    |
|  | Heimdallarchaeales |
|  |                    |

|  | Gerdarchaeales                                                        |
|  |                                                                       |
|  | \| \| Kariarchaeales \| \| \| \| \| \| Heimdallarchaeales \| \| \| \| |
|  |                                                                       |
|  | Kariarchaeales                                                        |
|  |                                                                       |
|  | Heimdallarchaeales                                                    |
|  |                                                                       |

|  | Kariarchaeales     |
|  |                    |
|  | Heimdallarchaeales |
|  |                    |

|  | Gerdarchaeales                                                        |
|  |                                                                       |
|  | \| \| Kariarchaeales \| \| \| \| \| \| Heimdallarchaeales \| \| \| \| |
|  |                                                                       |
|  | Kariarchaeales                                                        |
|  |                                                                       |
|  | Heimdallarchaeales                                                    |
|  |                                                                       |

|  | Kariarchaeales     |
|  |                    |
|  | Heimdallarchaeales |
|  |                    |

|  | Gerdarchaeales                                                        |
|  |                                                                       |
|  | \| \| Kariarchaeales \| \| \| \| \| \| Heimdallarchaeales \| \| \| \| |
|  |                                                                       |
|  | Kariarchaeales                                                        |
|  |                                                                       |
|  | Heimdallarchaeales                                                    |
|  |                                                                       |

|  | Kariarchaeales     |
|  |                    |
|  | Heimdallarchaeales |
|  |                    |

|  | Borrarchaeales |
|  |                |
|  | Sifarchaeales  |
|  |                |

|  | Jordarchaeia |
|  |              |
|  | Odinarchaeia |
|  |              |

|  | Baldrarchaeia |
|  |               |
|  | Thorarchaeia  |
|  |               |

|              | Promethearchaeia                                                 |
|              |                                                                  |
| Lokiarchaeia | \| \| Helarchaeales \| \| \| \| \| \| Lokiarchaeales \| \| \| \| |
|              | \| \| Helarchaeales \| \| \| \| \| \| Lokiarchaeales \| \| \| \| |
|              | Helarchaeales                                                    |
|              |                                                                  |
|              | Lokiarchaeales                                                   |
|              |                                                                  |

|  | Helarchaeales  |
|  |                |
|  | Lokiarchaeales |
|  |                |

|              | Promethearchaeia                                                 |
|              |                                                                  |
| Lokiarchaeia | \| \| Helarchaeales \| \| \| \| \| \| Lokiarchaeales \| \| \| \| |
|              | \| \| Helarchaeales \| \| \| \| \| \| Lokiarchaeales \| \| \| \| |
|              | Helarchaeales                                                    |
|              |                                                                  |
|              | Lokiarchaeales                                                   |
|              |                                                                  |

|  | Helarchaeales  |
|  |                |
|  | Lokiarchaeales |
|  |                |

|  | Baldrarchaeia |
|  |               |
|  | Thorarchaeia  |
|  |               |

|              | Promethearchaeia                                                 |
|              |                                                                  |
| Lokiarchaeia | \| \| Helarchaeales \| \| \| \| \| \| Lokiarchaeales \| \| \| \| |
|              | \| \| Helarchaeales \| \| \| \| \| \| Lokiarchaeales \| \| \| \| |
|              | Helarchaeales                                                    |
|              |                                                                  |
|              | Lokiarchaeales                                                   |
|              |                                                                  |

|  | Helarchaeales  |
|  |                |
|  | Lokiarchaeales |
|  |                |

|              | Promethearchaeia                                                 |
|              |                                                                  |
| Lokiarchaeia | \| \| Helarchaeales \| \| \| \| \| \| Lokiarchaeales \| \| \| \| |
|              | \| \| Helarchaeales \| \| \| \| \| \| Lokiarchaeales \| \| \| \| |
|              | Helarchaeales                                                    |
|              |                                                                  |
|              | Lokiarchaeales                                                   |
|              |                                                                  |

|  | Helarchaeales  |
|  |                |
|  | Lokiarchaeales |
|  |                |

|  | Jordarchaeia |
|  |              |
|  | Odinarchaeia |
|  |              |

|  | Baldrarchaeia |
|  |               |
|  | Thorarchaeia  |
|  |               |

|              | Promethearchaeia                                                 |
|              |                                                                  |
| Lokiarchaeia | \| \| Helarchaeales \| \| \| \| \| \| Lokiarchaeales \| \| \| \| |
|              | \| \| Helarchaeales \| \| \| \| \| \| Lokiarchaeales \| \| \| \| |
|              | Helarchaeales                                                    |
|              |                                                                  |
|              | Lokiarchaeales                                                   |
|              |                                                                  |

|  | Helarchaeales  |
|  |                |
|  | Lokiarchaeales |
|  |                |

|              | Promethearchaeia                                                 |
|              |                                                                  |
| Lokiarchaeia | \| \| Helarchaeales \| \| \| \| \| \| Lokiarchaeales \| \| \| \| |
|              | \| \| Helarchaeales \| \| \| \| \| \| Lokiarchaeales \| \| \| \| |
|              | Helarchaeales                                                    |
|              |                                                                  |
|              | Lokiarchaeales                                                   |
|              |                                                                  |

|  | Helarchaeales  |
|  |                |
|  | Lokiarchaeales |
|  |                |

|  | Baldrarchaeia |
|  |               |
|  | Thorarchaeia  |
|  |               |

|              | Promethearchaeia                                                 |
|              |                                                                  |
| Lokiarchaeia | \| \| Helarchaeales \| \| \| \| \| \| Lokiarchaeales \| \| \| \| |
|              | \| \| Helarchaeales \| \| \| \| \| \| Lokiarchaeales \| \| \| \| |
|              | Helarchaeales                                                    |
|              |                                                                  |
|              | Lokiarchaeales                                                   |
|              |                                                                  |

|  | Helarchaeales  |
|  |                |
|  | Lokiarchaeales |
|  |                |

|              | Promethearchaeia                                                 |
|              |                                                                  |
| Lokiarchaeia | \| \| Helarchaeales \| \| \| \| \| \| Lokiarchaeales \| \| \| \| |
|              | \| \| Helarchaeales \| \| \| \| \| \| Lokiarchaeales \| \| \| \| |
|              | Helarchaeales                                                    |
|              |                                                                  |
|              | Lokiarchaeales                                                   |
|              |                                                                  |

|  | Helarchaeales  |
|  |                |
|  | Lokiarchaeales |
|  |                |

|  | Borrarchaeales |
|  |                |
|  | Sifarchaeales  |
|  |                |

|  | Jordarchaeia |
|  |              |
|  | Odinarchaeia |
|  |              |

|  | Baldrarchaeia |
|  |               |
|  | Thorarchaeia  |
|  |               |

|              | Promethearchaeia                                                 |
|              |                                                                  |
| Lokiarchaeia | \| \| Helarchaeales \| \| \| \| \| \| Lokiarchaeales \| \| \| \| |
|              | \| \| Helarchaeales \| \| \| \| \| \| Lokiarchaeales \| \| \| \| |
|              | Helarchaeales                                                    |
|              |                                                                  |
|              | Lokiarchaeales                                                   |
|              |                                                                  |

|  | Helarchaeales  |
|  |                |
|  | Lokiarchaeales |
|  |                |

|              | Promethearchaeia                                                 |
|              |                                                                  |
| Lokiarchaeia | \| \| Helarchaeales \| \| \| \| \| \| Lokiarchaeales \| \| \| \| |
|              | \| \| Helarchaeales \| \| \| \| \| \| Lokiarchaeales \| \| \| \| |
|              | Helarchaeales                                                    |
|              |                                                                  |
|              | Lokiarchaeales                                                   |
|              |                                                                  |

|  | Helarchaeales  |
|  |                |
|  | Lokiarchaeales |
|  |                |

|  | Baldrarchaeia |
|  |               |
|  | Thorarchaeia  |
|  |               |

|              | Promethearchaeia                                                 |
|              |                                                                  |
| Lokiarchaeia | \| \| Helarchaeales \| \| \| \| \| \| Lokiarchaeales \| \| \| \| |
|              | \| \| Helarchaeales \| \| \| \| \| \| Lokiarchaeales \| \| \| \| |
|              | Helarchaeales                                                    |
|              |                                                                  |
|              | Lokiarchaeales                                                   |
|              |                                                                  |

|  | Helarchaeales  |
|  |                |
|  | Lokiarchaeales |
|  |                |

|              | Promethearchaeia                                                 |
|              |                                                                  |
| Lokiarchaeia | \| \| Helarchaeales \| \| \| \| \| \| Lokiarchaeales \| \| \| \| |
|              | \| \| Helarchaeales \| \| \| \| \| \| Lokiarchaeales \| \| \| \| |
|              | Helarchaeales                                                    |
|              |                                                                  |
|              | Lokiarchaeales                                                   |
|              |                                                                  |

|  | Helarchaeales  |
|  |                |
|  | Lokiarchaeales |
|  |                |

|  | Jordarchaeia |
|  |              |
|  | Odinarchaeia |
|  |              |

|  | Baldrarchaeia |
|  |               |
|  | Thorarchaeia  |
|  |               |

|              | Promethearchaeia                                                 |
|              |                                                                  |
| Lokiarchaeia | \| \| Helarchaeales \| \| \| \| \| \| Lokiarchaeales \| \| \| \| |
|              | \| \| Helarchaeales \| \| \| \| \| \| Lokiarchaeales \| \| \| \| |
|              | Helarchaeales                                                    |
|              |                                                                  |
|              | Lokiarchaeales                                                   |
|              |                                                                  |

|  | Helarchaeales  |
|  |                |
|  | Lokiarchaeales |
|  |                |

|              | Promethearchaeia                                                 |
|              |                                                                  |
| Lokiarchaeia | \| \| Helarchaeales \| \| \| \| \| \| Lokiarchaeales \| \| \| \| |
|              | \| \| Helarchaeales \| \| \| \| \| \| Lokiarchaeales \| \| \| \| |
|              | Helarchaeales                                                    |
|              |                                                                  |
|              | Lokiarchaeales                                                   |
|              |                                                                  |

|  | Helarchaeales  |
|  |                |
|  | Lokiarchaeales |
|  |                |

|  | Baldrarchaeia |
|  |               |
|  | Thorarchaeia  |
|  |               |

|              | Promethearchaeia                                                 |
|              |                                                                  |
| Lokiarchaeia | \| \| Helarchaeales \| \| \| \| \| \| Lokiarchaeales \| \| \| \| |
|              | \| \| Helarchaeales \| \| \| \| \| \| Lokiarchaeales \| \| \| \| |
|              | Helarchaeales                                                    |
|              |                                                                  |
|              | Lokiarchaeales                                                   |
|              |                                                                  |

|  | Helarchaeales  |
|  |                |
|  | Lokiarchaeales |
|  |                |

|              | Promethearchaeia                                                 |
|              |                                                                  |
| Lokiarchaeia | \| \| Helarchaeales \| \| \| \| \| \| Lokiarchaeales \| \| \| \| |
|              | \| \| Helarchaeales \| \| \| \| \| \| Lokiarchaeales \| \| \| \| |
|              | Helarchaeales                                                    |
|              |                                                                  |
|              | Lokiarchaeales                                                   |
|              |                                                                  |

|  | Helarchaeales  |
|  |                |
|  | Lokiarchaeales |
|  |                |

|  | Gerdarchaeales                                                        |
|  |                                                                       |
|  | \| \| Kariarchaeales \| \| \| \| \| \| Heimdallarchaeales \| \| \| \| |
|  |                                                                       |
|  | Kariarchaeales                                                        |
|  |                                                                       |
|  | Heimdallarchaeales                                                    |
|  |                                                                       |

|  | Kariarchaeales     |
|  |                    |
|  | Heimdallarchaeales |
|  |                    |

|  | Gerdarchaeales                                                        |
|  |                                                                       |
|  | \| \| Kariarchaeales \| \| \| \| \| \| Heimdallarchaeales \| \| \| \| |
|  |                                                                       |
|  | Kariarchaeales                                                        |
|  |                                                                       |
|  | Heimdallarchaeales                                                    |
|  |                                                                       |

|  | Kariarchaeales     |
|  |                    |
|  | Heimdallarchaeales |
|  |                    |

|  | Gerdarchaeales                                                        |
|  |                                                                       |
|  | \| \| Kariarchaeales \| \| \| \| \| \| Heimdallarchaeales \| \| \| \| |
|  |                                                                       |
|  | Kariarchaeales                                                        |
|  |                                                                       |
|  | Heimdallarchaeales                                                    |
|  |                                                                       |

|  | Kariarchaeales     |
|  |                    |
|  | Heimdallarchaeales |
|  |                    |

|  | Gerdarchaeales                                                        |
|  |                                                                       |
|  | \| \| Kariarchaeales \| \| \| \| \| \| Heimdallarchaeales \| \| \| \| |
|  |                                                                       |
|  | Kariarchaeales                                                        |
|  |                                                                       |
|  | Heimdallarchaeales                                                    |
|  |                                                                       |

|  | Kariarchaeales     |
|  |                    |
|  | Heimdallarchaeales |
|  |                    |

|  | Gerdarchaeales                                                        |
|  |                                                                       |
|  | \| \| Kariarchaeales \| \| \| \| \| \| Heimdallarchaeales \| \| \| \| |
|  |                                                                       |
|  | Kariarchaeales                                                        |
|  |                                                                       |
|  | Heimdallarchaeales                                                    |
|  |                                                                       |

|  | Kariarchaeales     |
|  |                    |
|  | Heimdallarchaeales |
|  |                    |

|  | Gerdarchaeales                                                        |
|  |                                                                       |
|  | \| \| Kariarchaeales \| \| \| \| \| \| Heimdallarchaeales \| \| \| \| |
|  |                                                                       |
|  | Kariarchaeales                                                        |
|  |                                                                       |
|  | Heimdallarchaeales                                                    |
|  |                                                                       |

|  | Kariarchaeales     |
|  |                    |
|  | Heimdallarchaeales |
|  |                    |

|  | Gerdarchaeales                                                        |
|  |                                                                       |
|  | \| \| Kariarchaeales \| \| \| \| \| \| Heimdallarchaeales \| \| \| \| |
|  |                                                                       |
|  | Kariarchaeales                                                        |
|  |                                                                       |
|  | Heimdallarchaeales                                                    |
|  |                                                                       |

|  | Kariarchaeales     |
|  |                    |
|  | Heimdallarchaeales |
|  |                    |

|  | Gerdarchaeales                                                        |
|  |                                                                       |
|  | \| \| Kariarchaeales \| \| \| \| \| \| Heimdallarchaeales \| \| \| \| |
|  |                                                                       |
|  | Kariarchaeales                                                        |
|  |                                                                       |
|  | Heimdallarchaeales                                                    |
|  |                                                                       |

|  | Kariarchaeales     |
|  |                    |
|  | Heimdallarchaeales |
|  |                    |